# Frick Collection
The Frick Collection je americké muzeum výtvarného umění, které sídlí na adrese 1 East 70th Street v New Yorku. Ročně je navštíví okolo 300 000 osob. Ředitelem muzea je od roku 2011 Ian Wardropper.
Budova ve stylu Beaux-Arts byla v oblasti Upper East Side postavena v letech 1912 až 1914 podle projektu Thomase Hastingse jako rezidence ocelářského magnáta Henryho Claye Fricka. Majitel najal pro výzdobu domu návrhářku interiérů Elsie de Wolfe a shromáždil zde mnoho obrazů od starých mistrů, které nakupoval od zchudlých evropských šlechticů. Frick zemřel v roce 1919 a v závěti svoji sbírku odkázal národu podle vzoru londýnské Wallace Collection; nechal zřídit nadaci, jejímž účelem bylo po smrti Frickovy manželky provozovat v budově veřejně přístupné muzeum. K otevření muzea došlo 16. prosince 1935.
Úpravu sídla pro výstavní účely provedl John Russell Pope a okolo domu byla zřízena zahrada se šácholany. Muzeum má šestnáct sálů a je v něm vystaveno přibližně 1 100 výtvarných děl pocházejících ze čtrnáctého až devatenáctého století. Mezi zastoupenými tvůrci jsou Andrea Riccio, Frans Hals, Diego Velázquez, Jacob van Ruisdael, Gian Lorenzo Bernini, François Boucher, Thomas Gainsborough, Francisco Goya, Camille Corot nebo James McNeill Whistler. Samostatná místnost je věnována obrazům Jeana-Honoré Fragonarda, které doplňuje rokokový nábytek a porcelán z Limoges. Součástí objektu je také knihovna s uměnovědnou literaturou Frick Art Reference Library, kterou založila Frickova dcera Helen. V muzeu se také pořádají přednášky a koncerty. Vstup je povolen pouze osobám starším deseti let.
V lednu 2021 byla zahájena renovace budovy, během níž jsou obrazy k vidění v provizorním sídle na Madison Avenue č. 945.